# سیلیسیم
سیلیسیم (به فرانسوی: Silicium) یا سیلیکون (به انگلیسی: Silicon) (long) با نشان شیمیایی Si یک عنصر شیمیایی از خانوادهٔ شبه فلزات است که در گروه چهاردهم و دورهٔ سوم جدول تناوبی عنصرها جای دارد. این عنصر یک جامد بلورین ترد و سخت است که رنگی آبی-خاکستری درخشان دارد. عدد اتمی این عنصر ۱۴ است و چهار الکترون در لایهٔ ظرفیت دارد. جرم اتمی سیلیسیم ۲۸٫۰۸۶ است و دارای سه ایزوتوپ پایدار می‌باشد. واکنش پذیری این عنصر کمتر از کربن نافلز هم گروه و بالاسری خود است ولی واکنش پذیری آن از ژرمانیم شبه فلز پایین دستی اش بیشتر است.
سیلیسیم از دید فراوانی بر پایهٔ جرم، هشتمین عنصر فراوان در جهان است. البته به سختی می‌توان آن را به صورت خالص و آزاد در طبیعت یافت. سیلیسیم را بیشتر می‌توان در گرد و غبار، ماسه، سیارکها و سیارهها و در قالب سیلیسیم دی‌اکسید یا سیلیکاتها پیدا کرد. بیش از ۹۰٪ پوستهٔ زمین از کانی‌های سیلیکات ساخته شده است به همین دلیل سیلیسیم پس از اکسیژن فراوان‌ترین ماده در پوستهٔ زمین است (نزدیک به ۲۸٪ بر پایهٔ جرم).
اکثر سیلیسیمی که به صورت تجاری کاربرد دارد بدون هیچ گونه جداسازی مورد بهره‌برداری قرار می‌گیرد و خیلی کم بر روی ترکیب طبیعی آن فراوری صورت می‌گیرد. در بخش صنعت ساختمان و تولید سرامیک هم هنگام کاربرد رس، ماسه و سنگ‌های سیلیسی همین رویکرد وجود دارد. سیلیکات‌ها در سیمان پورتلند برای ساخت ملات و اندود گچ و سیمان به کار می‌روند و با مخلوط کردن با شن و ماسه‌های سیلیسی، برای ساخت بتُن از آن استفاده می‌شود. همچنین از ترکیب سدیم سیلیکات در تولید پودرهای شوینده استفاده می‌شود. کاربرد دیگر سیلیکون در ساخت بعضی سرامیکهای سفیدرنگ از قبیل پرسلان، شیشه‌های سنتی آهک سوددار با پایهٔ کوارتز و… است. سیلیسیم کاربید از ترکیب‌های امروزی‌تر سیلیکون یا همان سیلیسیم است که به عنوان ساینده و در ساخت سرامیک‌های مقاومت-بالا کاربرد دارد. عنصر سیلیکون یا سیلیسیم (با فرم نوشتاری Silicon) پایه ساخت پلیمرهای مصنوعی پرکاربردی به نام سیلیکون (با فرم نوشتاری Silicone)یا پلی‌سیلوکسان‌ها می‌باشد.
بیشتر سیلیسیم آزاد در صنعت‌های پالایش فولاد، ریخته‌گری آلومینیم و بسیاری صنعت‌های حساس شیمی (مانند سیلیس دودی) کاربرد دارد. کمتر از ۱۰ درصد سیلیسیم در ساخت نیمه رساناها به کار می‌رود. این سیلیسیم که بسیار پالوده شده (درجهٔ خلوص بالا دارد) شاید مهم‌ترین نقش را در اقتصاد دنیا داشته باشد چون صنعت الکترونیک، ساخت تراشههای مدار و در نتیجه ساخت بیشتر رایانه‌ها وابسته به آن است.
سیلیسیم در زیست‌شناسی هم عنصری بسیار مهم است هرچند که به نظر می‌رسد مقدار بسیار کمی از آن در بدن جانوران مورد نیاز باشد. بسیاری از گونه‌های اسفنج‌های دریایی برای ساختار بدنشان نیازمند سیلیسیم اند. همچنین سیلیسیم و سیلیسیک اسید در سوخت و ساز بدن گیاهان به ویژه بسیاری از علف‌ها نقشی حیاتی دارند.

## نام
نام سیلیسیم از واژهٔ لاتین سیلیکا (silica) گرفته شده که به معنای سنگ آتشزنه است. در زبان انگلیسی از سال ۱۸۱۷ میلادی از واژهٔ «سیلیکون» (silicon) برای نام این عنصر استفاده شده است. در زبان فارسی نیز در برخی منابع (از جمله مقاله‌ها و وبگاههای مرتبط با علوم فیزیک، الکترونیک و رایانه) گاهی از لفظ سیلیکون یا سیلیکن یا سیلیکان برای اشاره به این عنصر استفاده شده است. با این حال در ترجمهٔ فارسی کتاب‌های مرجع علمی نظیر کتاب شیمی عمومی اثر چارلز ای مورتیمر یا کتاب مکانیک کوانتومی اثر کلود کوهن-تانوجی نام این عنصر فقط به صورت سیلیسیم آمده است.

## تاریخچه
در ۱۷۸۷ آنتوان لاووازیه به این نکته مشکوک شد که احتمالاً سیلیکا اکسیدی از یک عنصر پایه ای باشد. اما آفنیته شیمیایی سیلیکون به اکسیژن به قدری زیاد است که او راهی برای کاهش اکسیژن از این ماده و جدا کردن آن به صورت خالص پیدا نکرد. پس از تلاش‌های سِر همفری دیوی برای ایزوله کردن این ماده در ۱۸۰۸، او نام «سیلیسیم» را برای این ماده پیشنهاد کرد که برگرفته از silex یا silicis به معنای «سنگ چخماق» بود و به آن پسوند «ایم» داد چرا که فکر می‌کرد این عنصر یک «فلز» است. در بسیاری از زبان‌های غیرانگلیسی از نام پیشنهادی همفری دیوی استفاده می‌شود.
تصور می‌شود که گیلوساک و تنارد در ۱۸۱۱ از روش گرم کردن فلز پتانسیم تازه ایزوله شده با سیلیکون تترافلوراید موفق به ساخت سیلیکون آمورف شدند، اما قادر به خالص سازی و تشخیص این ماده و تعیین آن به عنوان یک عنصر جدید نگریدند. نام امروزین این عنصر یعنی "سیلیکون (به انگلیسی: Silicon)" در سال ۱۸۱۷ توسط شیمی‌دان اسکاتلندی توماس تامسون برگزیده شد. او قسمتی از نام دیوی را حفظ کرد اما در انتهای آن از پسوند "on-" به جای "ium-" استفاده کرد چرا که او باور داشت این ماده یک "نافلز" مانند بورون (به انگلیسی: Boron) و کربُن (به انگلیسی: Carbon) است.

## ویژگی‌ها

### فیزیکی
سیلیسیم در دمای اتاق جامد است و نقطهٔ ذوب و جوش بسیار بالایی دارد. این نقطه‌ها به ترتیب عبارتند از ۱٬۴۰۰ و ۲٬۸۰۰ درجهٔ سانتیگراد. نکتهٔ جالب دربارهٔ سیلیسیم این است که این ماده در حالت مایع چگالی بیشتری نسبت به حالت جامد دارد در نتیجه رفتار این ماده هنگام یخ زدن (جامد شدن) مانند رفتار معمول در دیگر ماده‌ها، با کاهش حجم همراه نیست بلکه حجم آن افزایش می‌یابد مانند آب که پس از یخ زدگی جرم در یکای حجمش کاهش می‌یابد و چگالی اش از آب مایع کمتر می‌شود. سیلیسیم رسانایی گرمایی بالایی دارد و اندازهٔ آن 149 W·m−۱·K−۱ است. برای همین در پوشش جسم‌های داغ کاربردی ندارد.
سیلیسیم پالوده در حالت بلوری به رنگ خاکستری است و جلای فلزی دارد. مانند ژرمانیم سخت و بسیار تُرد است و برای تراشه (ورقه ورقه) شدن مناسب است. سیلیسیم مانند کربن و ژرمانیم هنگام بلوری شدن ساختاربلوری الماس را می‌پذیرد و فاصله‌ها در شبکهٔ بندی آن تقریباً ۰٫۵۴۳۰۷۱۰ nm یا ۵٫۴۳۰۷۱۰ Å است.
ابر الکترونی بیرونی سیلیسیم مانند کربن چهار الکترون در لایهٔ آخر دارد. لایه‌های 1s،2s،2p و 3s سراسر پر شده‌اند درحالی که لایهٔ 3p تنها دو جا از ۶ جای آن پر شده است.
سیلیسیم یک نیمه‌رسانا است. ضریب دمایی مقاومت الکتریکی این ماده منفی است چون شمار جابجایی‌کننده‌های (حامل‌های) بارهای آزاد آن با افزایش دما افزایش می‌یابد. مقاومت الکتریکی یک تک‌بلور سیلیسیم در اثر دریافت تنش‌های مکانیکی، تغییر بسیار زیادی می‌کند.

### شیمیایی

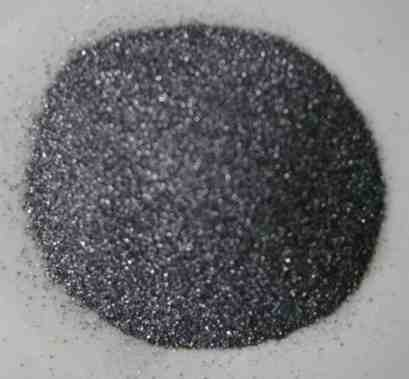
گرد سیلیسیم

سیلیسیم یک شبه‌فلز است و به آسانی چهار الکترون بیرونی خود را به دیگری می‌دهد یا به اشتراک می‌گذارد و به این وسیله می‌تواند در بسیاری از واکنش‌های شیمیایی راه یابد. سیلیسیم با هالوژنها و قلیاها واکنش می‌دهد اما بیشتر اسیدها (به جز برخی ترکیب‌های بسیار واکنش دهندهٔ اسید نیتریک و هیدروفلوئوریک اسید) اثری بر روی آن ندارند. با این حال داشتن چهار الکترون در لایهٔ ظرفیت، مانند کربن به سیلیسیم هم این امکان را می‌دهد تا در شرایط مناسب با بسیاری از عنصرها وارد واکنش شود.

### ایزوتوپ‌ها
در طبیعت سه ایزوتوپ پایدار برای سیلیسیم پیدا می‌شود: سیلیسیم-۲۷، سیلیسیم-۲۹ و سیلیسیم-۳۰ که سیلیسیم-۲۸ بیشترین فراوانی را دارد (۹۲ درصد). جدای از این‌ها، تنها سیلیسیم-۲۹ در فرایندهای تشدید مغناطیسی هسته‌ای و تشدید پارامغناطیسی الکترون کاربرد دارد. تاکنون بیست ایزوتوپ پرتوزا شناخته شده است که پایدارترین آن‌ها، سیلیسیم-۳۲ با نیمه عمر ۱۷۰ سال است، پس از آن سیلیسیم-۳۱ با نیمه عمر ۱۵۷٫۳ دقیقه پایدارترین است. دیگر ایزوتوپ‌های پرتوزا نیمه عمری کمتر از ۷ ثانیه و البته بیشتر آن‌ها حتی نیمه عمری کوتاه‌تر از یک-دهم ثانیه دارند. سیلیسیم، هیچ ایزومر هسته‌ای شناخته شده‌ای ندارد. عدد جرمی ایزوتوپ‌های سیلیسیم از ۲۲ تا ۴۴ است. بیشترین واپاشی هسته‌ای دیده شده در میان شش ایزوتوپی که عدد جرمی کمتر از سیلیسیم-۲۸ دارند، β+ بوده است که نخست باعث پدیدار گشتن ایزوتوپ‌های آلومینیم (۱۳ پروتون)، به عنوان محصول واپاشی، شده است. β− بیشترین واپاشی هسته‌ای دیده شده در ۱۶ ایزوتوپ با عدد جرمی بیشتر از سیلیسیم-۲۸ است که باعث پدیدار شدن ایزوتوپ‌های فسفر (۱۵ پروتون) شده است.

### پیدایش
همچنین ببینید: کانی‌های سیلیکات

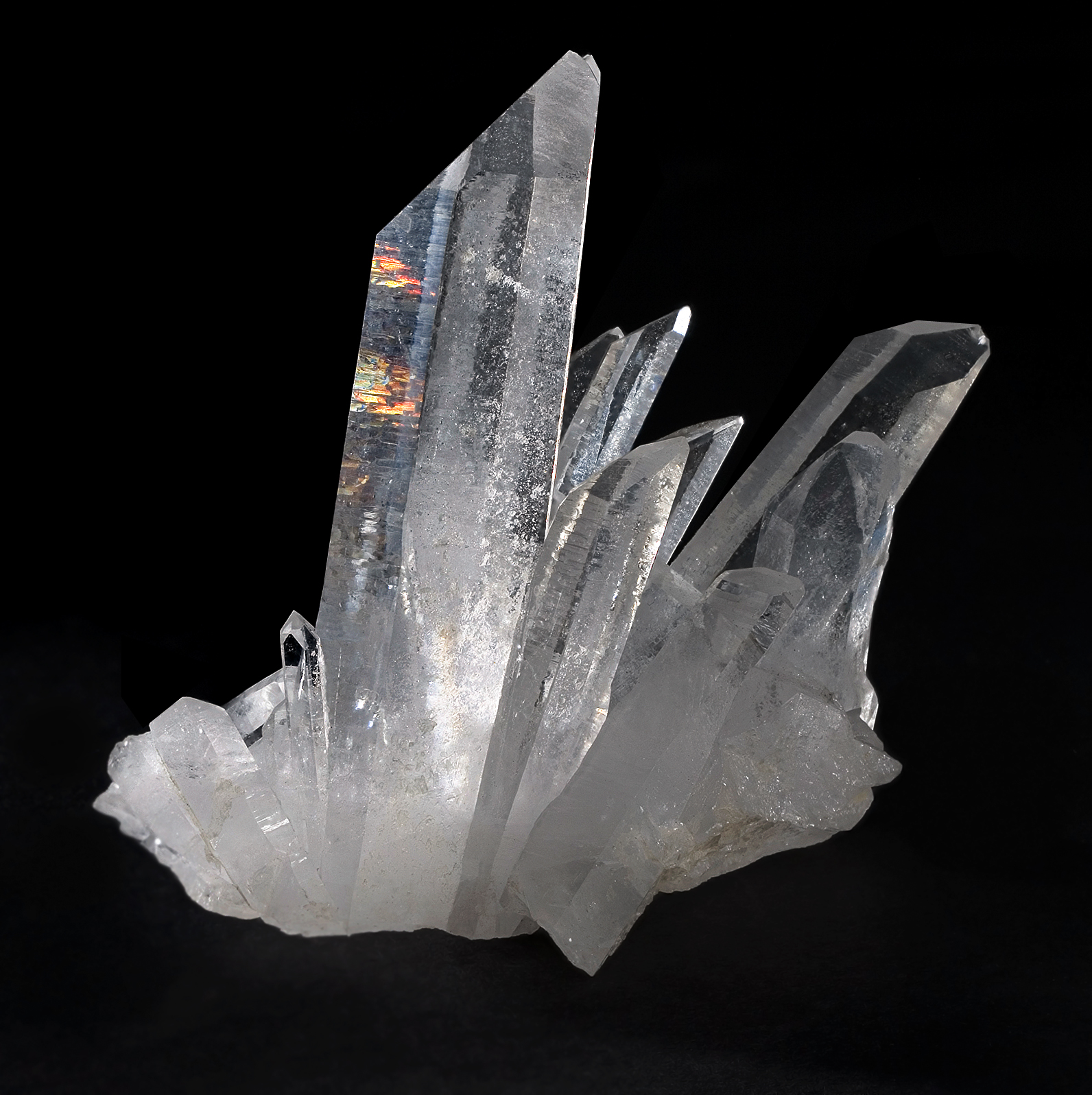
بلورهای کوارتز که از تبت جمع‌آوری شده‌اند. این کانی که در طبیعت ساخته شده است شبکه‌ای جامد با ترکیب است.

از نظر جرم، سیلیسیم سازندهٔ ۲۷٫۷ درصد از پوستهٔ زمین است و پس از اکسیژن دومین عنصر فراوان در پوسته است. سیلیسیم بیشتر در قالب پیچیدهٔ کانی‌های سیلیکات دیده می‌شود و کمتر به صورت سیلیسیم دی‌اکسید (سیلیس، بخش اصلی سازندهٔ ماسه) یافت می‌شود. بلورهای پالودهٔ سیلیسیم در طبیعت بسیار کمیابند. این پدیده از آنجا می‌آید که در دماهای بسیار بالا برای پیدایش جرم‌های درون منظومهٔ خورشیدی، دو عنصر سیلیسیم و اکسیژن بیشترین سازگاری را با یکدیگر دارند و کمتر دچار ناپایداری می‌شوند.
کانی‌های سیلیکات - دربردارندهٔ سیلیسیم، اکسیژن و فلزهای واکنش پذیر - نزدیک به ۹۰ درصد جرم پوستهٔ زمین را از آن خود کرده‌اند.

## کاربردها

### ترکیبات

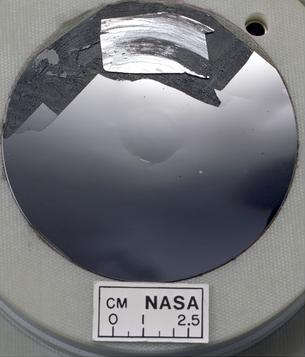
ویفر سیلیکنی با پرداخت کاری آینه ای

سیلیسیم اکثراً به صورت صنعتی و بدون اینکه خالص سازی شود، استفاده می‌شود و در واقع، اغلب با پردازش نسبتاً کمی از شکل طبیعی آن استفاده می‌شود.
از سیلیسیم اغلب برای کارهای ضدآب‌سازی، ساخت قطعات قالب‌سازی، آب‌بندهای مکانیکی، گریس‌های دما بالا و ترکیبات درزبندی استفاده می‌شود. از سیلیسیم گاهی برای ساخت لنزهای چشمی و مواد منفجره و آتشکاری استفاده می‌شود.

### الکترونیک
عمده سیلیسیم تولید شده به شکل آلیاژی فِروسیلیکنی باقی می‌ماند، و فقط نزدیک به ۲۰٪ تا درجهٔ متالورژیکی خالص سازی می‌شود (مجموعاً ۱٫۳ تا ۱٫۵ میلیون تن در سال). تخمین زده می‌شود که ۱۵٪ از تولید سیلیسیم متالورژیکی، تا رسیدن به درجهٔ نیمه رساناها مجدداً خالص سازی می‌شود. به این درجه خلوص در اصطلاح «خلوص نُه-۹» یا ۹۹٫۹۹۹۹۹۹۹٪ می‌گویند. ماده ای تک-بلورین و تقریباً بدون هیچ نقصی.
در مدارهای مجتمع متداول، ویفری از جنس سیلیکن مونو-کریستالی به عنوان پایه مکانیکی مدارها استفاده می‌شود، که این پایه‌ها به کمک آلایش ساخته شده و با لایه‌های نازکی از اکسید سیلیسیم از هم جدا می‌شوند.

### ریخته‌گری
سیلیس به دلیل مقاومت بالا در برابر حرارت و تحمل دماهای بسیار بالا، ماده اصلی در تولید ماسه ریخته‌گری و قالب‌های دقیق برای فلزات است. این ماده به تولید قطعات با دقت بالا کمک کرده و به دلیل فراوانی و هزینه پایین، گزینه اقتصادی در صنعت ریخته‌گری محسوب می‌شود. ماسه سیلیسی قابل بازیافت است و در محیط‌های خورنده نیز کاربرد دارد، که این امر به کاهش هزینه‌ها و حفاظت از محیط زیست کمک می‌کند.

## تولید
سیلیسیم با خلوص ۹۶–۹۹٪ با کاهش کوارتزیت یا ماسه، با کک بسیار خالص ساخته می‌شود. این فرایند کاهش در کوره قوس الکتریکی، و در حضور SiO2 اضافی برای جلوگیری از تجمع کاربید سیلیسیم (SiC) انجام می‌شود:
SiO2 + 2 C → Si + 2 CO
2 SiC + SiO2 → 3 Si + 2 CO

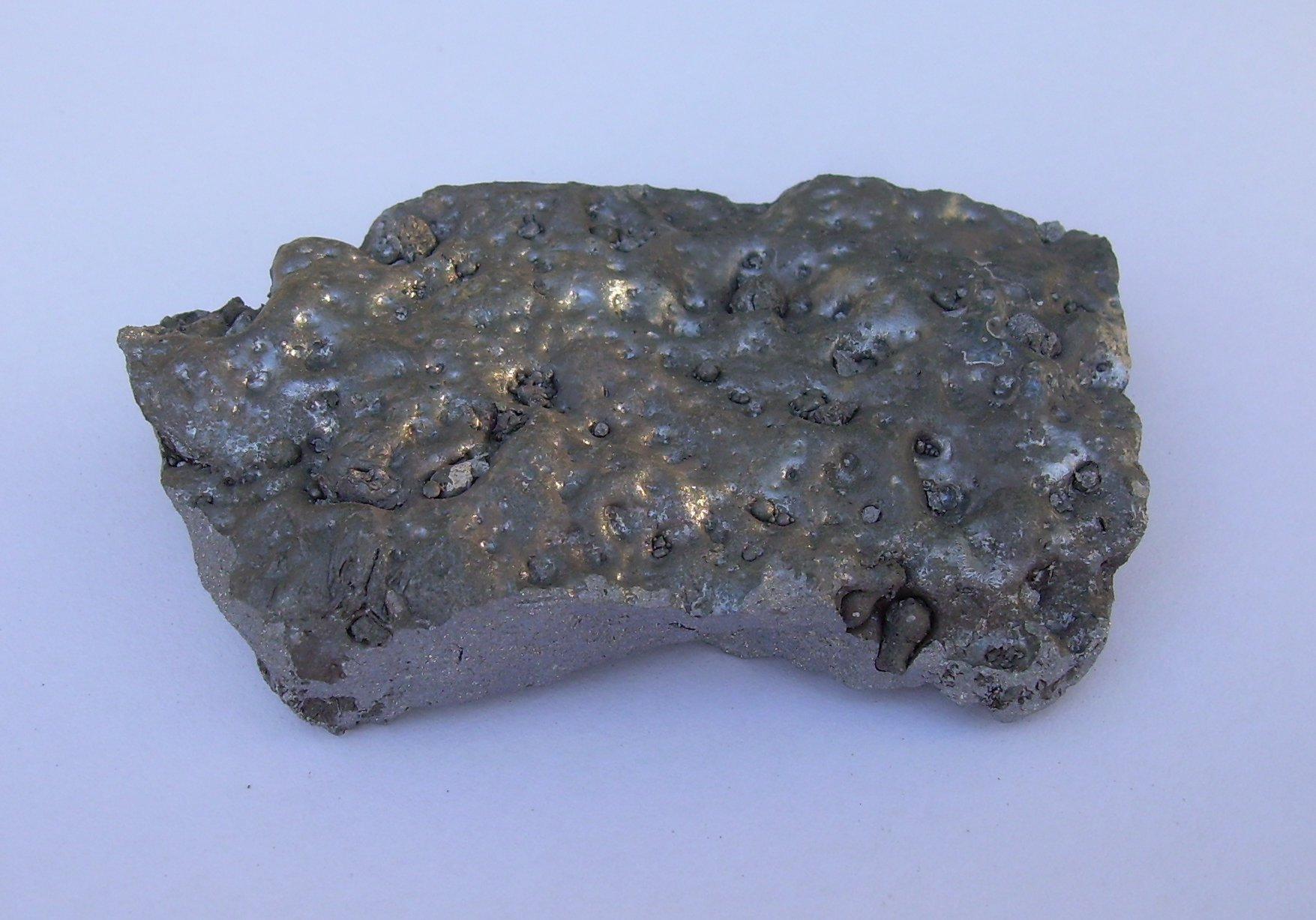
آلیاژ فروسیلیسیم

این واکنش، که معروف به کاهش کربوترمال سیلیسیم دی‌اکسید است، معمولاً در حضور آهن قراضه با مقادیر اندکی فسفر و گوگرد انجام می‌شود و فِروسیلیسیم تولید می‌کند. فروسیلیسیم، که آلیاژی از آهن و سیلیسیم است، حاوی نسبت‌های مختلفی از سیلیسیم عنصری و آهن است، حدود ۸۰٪ از تولید جهانی سیلیسیم عنصری را به خود اختصاص می‌دهد و، چین، تأمین کننده اصلی سیلیسیم عنصری، با ۴٫۶ میلیون تن تولید است (حدود دو سوم از تولید جهانی)، که بیشتر آن به صورت فروسیلیسیم است. پس از آن روسیه (۶۱۰٬۰۰۰ تن)، نروژ (۳۳۰٬۰۰۰ تن)، برزیل (۲۴۰٬۰۰۰ تن) و ایالات متحده آمریکا (۱۷۰٬۰۰۰ تن) قرار دارند.
اندازه بازار جهانی فلز سیلیسیم در سال ۲۰۱۹ معادل ۶٫۰۵ میلیارد دلار تخمین زده شده و انتظار می‌رود با نرخ رشد مرکب سالانه ۴٫۶٪ از سال ۲۰۲۰ تا ۲۰۲۷ گسترش یابد و به ۸٫۶۷ میلیارد دلار برسد.

## نگارخانه

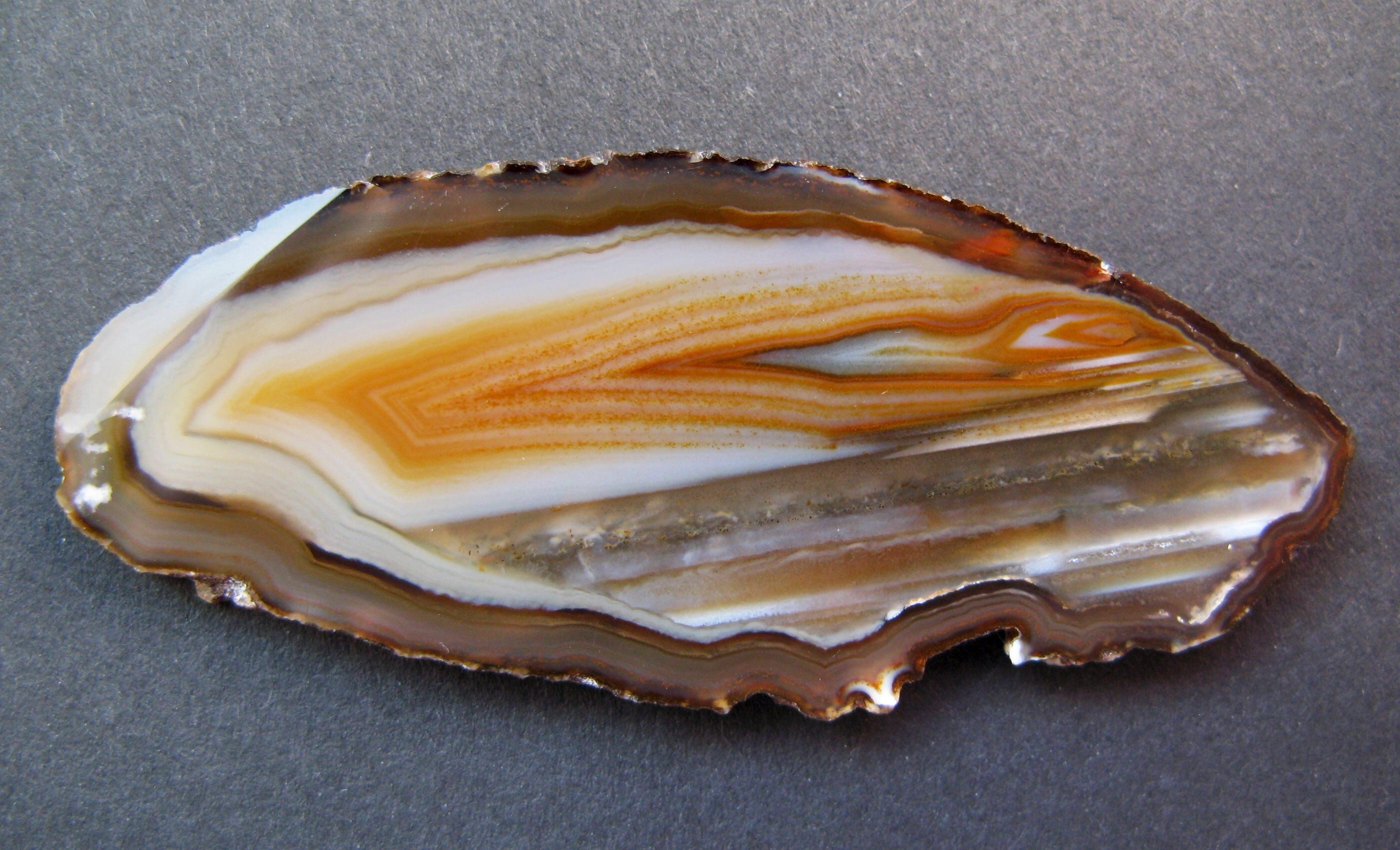
عقیق
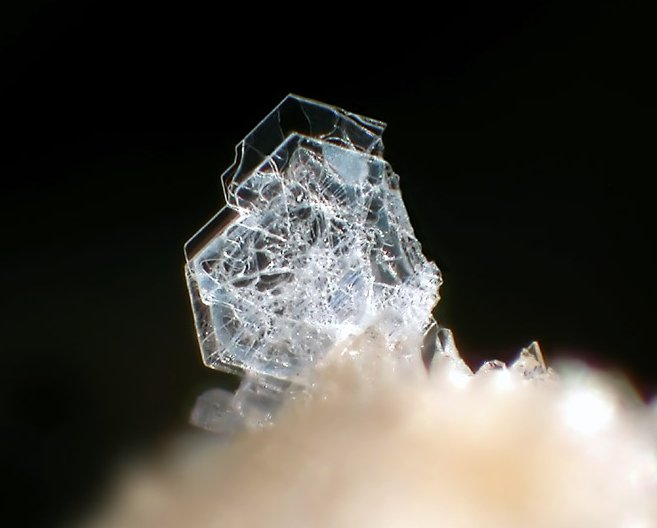
تریدیمیت
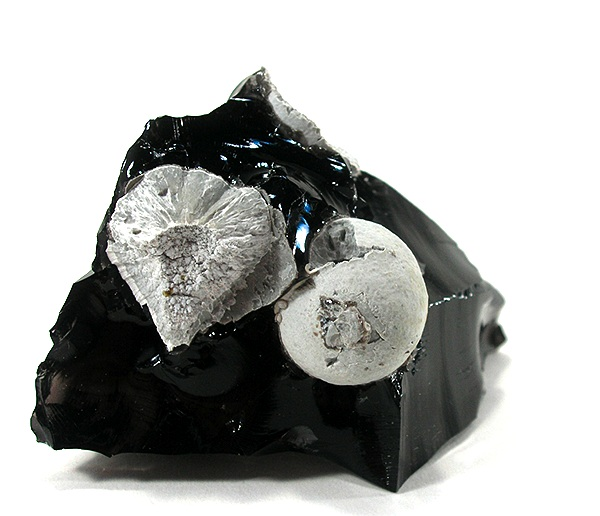
کریستوبالیت
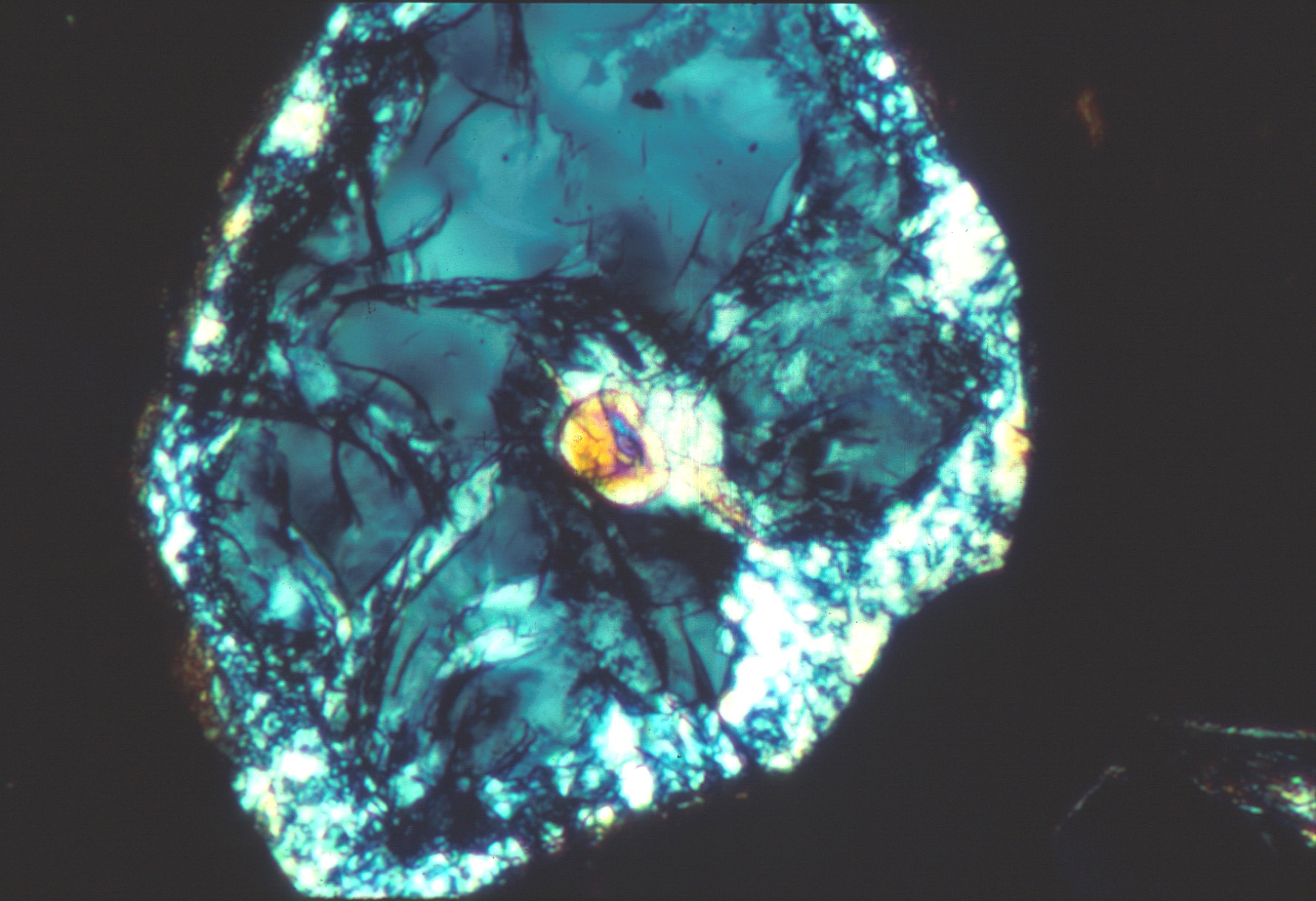
کوزیت